# Género demostrativo
El género demostrativo o epidíctico es un género literario de la antigua retórica u oratoria grecorromanas.
Según la clasificación tripartita de los géneros oratorios por parte de Anaxímenes de Lámpsaco, que asumió después  Aristóteles, y frente al género deliberativo y el género judicial, el género demostrativo o epidíctico es el de los discursos que se ocupan de hechos presentes y se dirigen a un público que no tiene capacidad para influir sobre éstos, sino sólo de asentir o disentir sobre la manera, convicción, arte y elegancia que tiene el orador de presentarlos, alabándolos o vituperándolos.
Por el contrario, el género judicial se ocupa de los discursos sobre acciones pasadas que califica un juez o tribunal que establece conclusiones aceptando lo que el orador presente como justo y rechazando lo que presente como injusto, y el género deliberativo o político se ocupa de los discursos sobre acciones futuras, siendo calificado por el juicio de una asamblea política que acepta lo que el orador propone útil o provechoso y rechaza lo que propone dañino o perjudicial. En cuanto al estilo retórico, suele usar figuras de amplificatio como la expolitio o expolición; la interpretatio, la paráfrasis la isodinamia, la digresión y el epifonema.
El orador griego considerado maestro en el género demostrativo o epidíctico fue Isócrates. En el futuro, este género dio lugar a otro género diferente, el llamado ensayo. 
- Datos: Q1346967